# لوکاست گرو (جورجیا)
لوکاست گرو، جورجیا (به انگلیسی: Locust Grove, Georgia) یک شهر در ایالات متحده آمریکا با جمعیت ۵٬۴۰۲ نفر است که در جورجیا واقع شده‌است.

## موقعیت جغرافیایی
موقعیت جغرافیایی شهرها و مناطق اطراف به شرح زیر است: